# Le mariage est pour demain
Pour plus de détails, voir Fiche technique et Distribution.
Le mariage est pour demain (Tennessee's Partner), également intitulé Le Bagarreur du Tennessee ou La Cité des plaisirs, est un film américain réalisé par Allan Dwan et sorti en 1955.

## Synopsis
En Californie, à l'époque de la ruée vers l'or : Cowpoke, un cow-boy de passage en ville, sauve la vie de Tennessee, un joueur professionnel, en abattant un tueur à la solde d'un de ses rivaux. Les deux hommes, très dissemblables, nouent cependant une amitié réciproque. Tennessee fréquente le saloon d'une belle femme qu'on nomme « la Duchesse » et qui est aussi sa maîtresse. Là, une aventurière cupide, autrefois liée à Tennessee, entreprend de séduire Cowpoke. Ce dernier lui promet bientôt un mariage. Mais, les choses s'enveniment car, Tennessee, afin de préserver son ami, éloigne la jeune femme. Cowpoke se fâche, mais finit par en comprendre les raisons. Les deux hommes se réconcilient. Plus tard, Cowpoke sacrifie sa propre vie pour sauver Tennessee, à nouveau menacé...

## Fiche technique
- Titre original : Tennessee's Partner
- Titre français : Le mariage est pour demain
- Titres alternatifs : Le Bagarreur du Texas, Le Bagarreur du Tennessee (ressortie DVD) ;  La Cité du plaisir, La Cité des plaisirs (Belgique)[1]
- Réalisation : Allan Dwan
- Scénario : Charles Graham Baker, D. D. Beauchamp, Allan Dwan, Milton Krims et Teddi Sherman, d'après une histoire de Bret Harte
- Direction artistique : Van Nest Polglase
- Costumes : Gwen Wakeling
- Photographie : John Alton
- Montage : James Leicester
- Musique : Louis Forbes, Howard Jackson (non crédité) et William Lava (non crédité)
- Production : Benedict Bogeaus
- Société de production : Benedict Bogeaus Production (Filmcrest Productions)
- Société de distribution : RKO Pictures
- Pays :  États-Unis
- Langue originale : anglais
- Format : Couleur (Technicolor) - 35 mm (Superscope) - 1,33:1 / 2,00:1 (format étendu) - Mono(RCA Sound Recording)
- Genre : Western
- Durée : 87 minutes
- Dates de sortie :
  - États-Unis : 21 septembre 1955
  - France : 18 janvier 1957

## Distribution
- John Payne (VF : Raymond Loyer) : Tennessee
- Ronald Reagan (VF : Jacques Beauchey) : Cowpoke
- Rhonda Fleming (VF : Jacqueline Carrel) : Elizabeth Farnham dite « la Duchesse »
- Coleen Gray (VF : Lily Baron) : Goldie Slater
- Tony Caruso (VF : Georges Aminel) : Turner
- Morris Ankrum (VF : Fernand Rauzena): le juge Parker
- Leo Gordon (VF : André Valmy) : le shérif
- Chubby Johnson : Grubstake McNiven
- Joe Devlin : Prendergast
- Myron Healey : Reynolds
- John Mansfield : Clifford
- Angie Dickinson : Abby Dean (non créditée)

## Réception critique
La nouvelle de Bret Harte a été métamorphosée en une « sorte de fable lyrique et contrastée évoquant le destin de deux êtres séparés  par leur morale et leur caractère mais réunis par une providentielle amitié », dit Jacques Lourcelles qui estime, ensuite, que Dwan a voulu prouver « combien la naïveté rustique de l'un, le cynisme désenchanté de l'autre allaient dans des circonstances dramatiques révéler et décupler chez les deux hommes une générosité native. » « Que peut alors la pureté, si elle ne peut triompher du mal ? Déposer un germe d'espoir dans le cœur désabusé du cynique. Tennessee (John Payne) et Cow-boy (Ronald Reagan) deviennent amis. Et l'amitié, c'est l'apprentissage du désintéressement. […] », écrit, de son côté, Jean-Marc Lalanne.
« Ce qui rend Tennessee's Partner émouvant, c'est cette façon de raconter une histoire d'amitié comme un roman d'amour et une histoire d'amour (celle de Tennessee et de Duchesse comme un roman d'amitié », poursuit Jean-Marc Lalanne. Allan Dwan, « contrebandier romantique qui débusque la beauté dans les lieux et les circonstances les plus improbables », « élabore ainsi une tragédie optimiste, genre paradoxal où pourrait rentrer une grande partie de son œuvre. »